# Deutsche Dreiband-Meisterschaft 1986/87

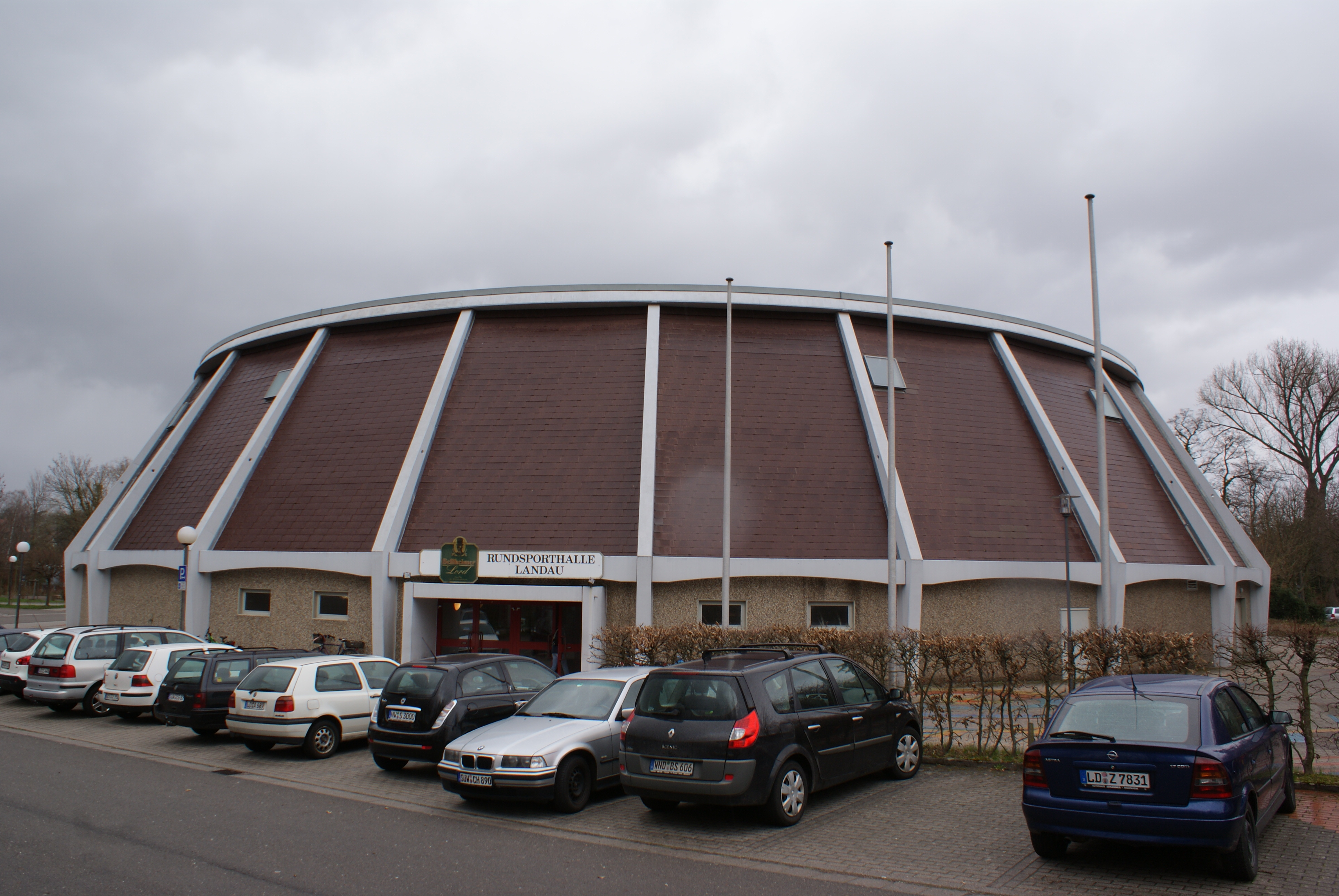
Die Rundsporthalle 2010 (Abriss 2018)

Die Deutsche Dreiband-Meisterschaft 1986/87 (DDM) war die 53. Ausgabe dieser Turnierserie und fand vom 25. bis zum 26. Oktober 1986 in Landau statt.

## Geschichte
Örtlicher Organisator und Ausrichter im Auftrag des Deutschen Billard-Bunds (DBB) war der BC Landau. Als Veranstaltungsort wurde die Rundsporthalle Landau ausgewählt.
Für den Titelverteidiger Hans-Jürgen Kühl drohte das Aus bereits in der ersten Runde gegen den Neunkirchener Fritz Günther. Erst in der Verlängerung konnte er sich mit 5:0 durchsetzen. In der zweiten Runde musste er sein bestes Spiel gegen den jungen Berliner Christian Zöllner abrufen  um ins Finale einzuziehen. Hier hatte er aber mit dem Bochumer Edgar Bettzieche seinen Meister gefunden. Bettzieche sicherte sich in Landau seinen ersten Dreibandtitel. Den besten Turnierdurchschnitt spielte aber mit 1,030 Christian Zöllner.

## Modus
Gespielt wurde in den Qualifikationsgruppen bis 50 Punkte oder 60 Aufnahmen. Die beiden Gruppenbesten und der beste Gruppendritte qualifizierten sich für die Endrunde. Hier wurde bis 50 Punkte ohne Aufnahmenbegenzung im KO-System gespielt gespielt. Das gesamte Turnier wurde mit Nachstoß gespielt. Die Endplatzierung ergab sich aus folgenden Kriterien:
1. Matchpunkte
2. Generaldurchschnitt (GD)
3. Höchstserie (HS)

### Turnierverlauf
| # | Name                        | MP  | GD    | BED   | HS |
| - | --------------------------- | --- | ----- | ----- | -- |
| 1 | Peter Bauer (Reutlingen)    | 6:0 | 1,056 | 1,282 | 8  |
| 2 | Fritz Günther (Neunkirchen) | 4:2 | 0,692 | 0,793 | 6  |
| 3 | Richard Fuchs (Regensburg)  | 2:4 | 0,601 | 0,909 | 9  |
| 4 | Rainer Schiwek (Frankfurt)  | 2:4 | 0,785 | 1,063 | 6  |

| MP    | Match Punkte (Sieger = 2; Unentschieden = 1; Verlierer = 0) |
| SV    | Satzverhältnis (nur bei Turnieren im Satzsystem)            |
| Pkte. | Erzielte Karambolagen                                       |
| Aufn. | benötigte Aufnahmen                                         |
| GD    | Generaldurchschnitt                                         |
| MGD   | Mannschafts-Generaldurchschnitt                             |
| BED   | Bester Einzeldurchschnitt eines Spielers                    |
| BEMD  | Bester Einzeldurchschnitt einer Mannschaft                  |
| BSD   | Bester Satzdurchschnitt eines Spielers                      |
| HS    | Höchstserie                                                 |
| WRP   | Weltranglistenpunkte                                        |

| # | Name                           | MP  | GD    | BED   | HS |
| - | ------------------------------ | --- | ----- | ----- | -- |
| 1 | Norbert Ohagen (Altenessen)    | 6:0 | 1,020 | 1,315 | 8  |
| 2 | Christian Rudolph (Düsseldorf) | 4:2 | 0,870 | 0,980 | 7  |
| 3 | Jürgen Diehle (Hochfeld 74)    | 2:4 | 0,892 | 1,219 | 8  |
| 4 | Werner Hutmacher (Andernach)   | 0:6 | 0,500 | -     | 4  |

| MP    | Match Punkte (Sieger = 2; Unentschieden = 1; Verlierer = 0) |
| SV    | Satzverhältnis (nur bei Turnieren im Satzsystem)            |
| Pkte. | Erzielte Karambolagen                                       |
| Aufn. | benötigte Aufnahmen                                         |
| GD    | Generaldurchschnitt                                         |
| MGD   | Mannschafts-Generaldurchschnitt                             |
| BED   | Bester Einzeldurchschnitt eines Spielers                    |
| BEMD  | Bester Einzeldurchschnitt einer Mannschaft                  |
| BSD   | Bester Satzdurchschnitt eines Spielers                      |
| HS    | Höchstserie                                                 |
| WRP   | Weltranglistenpunkte                                        |

| # | Name                                | MP  | GD    | BED   | HS |
| - | ----------------------------------- | --- | ----- | ----- | -- |
| 1 | Edgar Bettzieche (Bochum)           | 6:0 | 0,973 | 1,190 | 6  |
| 2 | Christian Zöllner (Berlin)          | 4:2 | 0,898 | 1,388 | 5  |
| 3 | Norbert Weingärtner (Gelsenkirchen) | 2:4 | 0,962 | 0,925 | 10 |
| 4 | Wolfgang Hamdorf (Hamburg)          | 0:6 | 0,569 | -     | 4  |

| MP    | Match Punkte (Sieger = 2; Unentschieden = 1; Verlierer = 0) |
| SV    | Satzverhältnis (nur bei Turnieren im Satzsystem)            |
| Pkte. | Erzielte Karambolagen                                       |
| Aufn. | benötigte Aufnahmen                                         |
| GD    | Generaldurchschnitt                                         |
| MGD   | Mannschafts-Generaldurchschnitt                             |
| BED   | Bester Einzeldurchschnitt eines Spielers                    |
| BEMD  | Bester Einzeldurchschnitt einer Mannschaft                  |
| BSD   | Bester Satzdurchschnitt eines Spielers                      |
| HS    | Höchstserie                                                 |
| WRP   | Weltranglistenpunkte                                        |

## Finalrunde
|  | Viertelfinale 50 Punkte | Viertelfinale 50 Punkte |                  |                  | Halbfinale 50 Punkte | Halbfinale 50 Punkte |  |  | Finale 50 Punkte | Finale 50 Punkte |
|  |                         |                         |                  |                  |                      |                      |  |  |                  |                  |
|  |                         |                         |                  |                  |                      |                      |  |  |                  |                  |
|  | Hans-Jürgen Kühl        | 50(5)/62/5              |                  |                  |                      |                      |  |  |                  |                  |
|  | Hans-Jürgen Kühl        | 50(5)/62/5              |                  |                  |                      |                      |  |  |                  |                  |
|  | Fritz Günther           | 50(0)/62/6              |                  |                  |                      |                      |  |  |                  |                  |
|  | Fritz Günther           | 50(0)/62/6              | Hans-Jürgen Kühl | 50/36/4          |                      |                      |  |  |                  |                  |
|  |                         |                         | Hans-Jürgen Kühl | 50/36/4          |                      |                      |  |  |                  |                  |
|  |                         | Christian Zöllner       | 37/36/4          |                  |                      |                      |  |  |                  |                  |
|  | Peter Bauer             | Christian Zöllner       | 37/36/4          | 46/59/6          |                      |                      |  |  |                  |                  |
|  | Peter Bauer             |                         |                  | 46/59/6          |                      |                      |  |  |                  |                  |
|  | Christian Zöllner       | 50/59/7                 |                  |                  |                      |                      |  |  |                  |                  |
|  |                         |                         | Hans-Jürgen Kühl | 36/55/4          |                      |                      |  |  |                  |                  |
|  |                         |                         |                  | Edgar Bettzieche | 50/55/10             |                      |  |  |                  |                  |
|  | Norbert Ohagen          | 50/54/4                 |                  |                  |                      |                      |  |  |                  |                  |
|  | Christian Rudolph       | 48/54/6                 |                  |                  |                      |                      |  |  |                  |                  |
|  | Christian Rudolph       | 48/54/6                 | Norbert Ohagen   | 38/61/4          |                      |                      |  |  |                  |                  |
|  |                         |                         | Norbert Ohagen   | 38/61/4          | Spiel um Platz 3     |                      |  |  |                  |                  |
|  |                         | Edgar Bettzieche        | 50/61/5          |                  |                      |                      |  |  |                  |                  |
|  | Edgar Bettzieche        | Edgar Bettzieche        | 50/61/5          | 50/65/4          | Christian Zöllner    | 50/38/6              |  |  |                  |                  |
|  | Edgar Bettzieche        |                         |                  | 50/65/4          | Christian Zöllner    | 50/38/6              |  |  |                  |                  |
|  | Jürgen Diehle           | 48/65/5                 |                  | Norbert Ohagen   | 30/38/5              |                      |  |  |                  |                  |
|  | Jürgen Diehle           | 48/65/5                 |                  |                  | 30/38/5              |                      |  |  |                  |                  |
|  |                         |                         |                  |                  |                      |                      |  |  |                  |                  |

## Abschlusstabelle
| MP    | Match Points (Sieger = 2; Unentschieden = 1; Verlierer = 0) |
| Pkte. | Erzielte Karambolagen                                       |
| Aufn. | Benötigte Versuche                                          |
| GD    | Generaldurchschnitt                                         |
| BED   | Bester Einzeldurchschnitt eines Spielers                    |
| HS    | Höchstserie                                                 |
|       | Bester GD des Turniers                                      |
|       | Bester ED des Turniers                                      |
|       | Beste HS des Turniers                                       |
|       | 1. Platz (Gold)                                             |
|       | 2. Platz (Silber)                                           |
|       | 3. Platz (Bronze)                                           |

| Endklassement              | Endklassement                  | Endklassement | Endklassement | Endklassement | Endklassement | Endklassement | Endklassement | Endklassement | Endklassement |
| Platz                      | Name                           | MP            | Pkt.          | Aufn.         | GD            | BED           | HS            |               |               |
| -------------------------- | ------------------------------ | ------------- | ------------- | ------------- | ------------- | ------------- | ------------- | ------------- | ------------- |
| 1                          | Edgar Bettzieche (Bochum)      | 6:0           | 150           | 181           | 0,828         | 0,909         | 10            |               |               |
| 2                          | Hans-Jürgen Kühl (Altenessen)  | 4:2           | 136           | 153           | 0,888         | 1,388         | 5             |               |               |
| 3                          | Christian Zöllner (Berlin)     | 4:2           | 137           | 133           | 1,030         | 1,315         | 7             |               |               |
| 4                          | Norbert Ohagen (Altenessen)    | 2:4           | 118           | 153           | 0,771         | 0,925         | 5             |               |               |
| 5                          | Christian Rudolph (Düsseldorf) | 0:2           | 48            | 54            | 0,888         | -             | 6             |               |               |
| 6                          | Fritz Günther (Neunkirchen)    | 0:2           | 50            | 62            | 0,806         | -             | 6             |               |               |
| 7                          | Peter Bauer (Reutlingen)       | 0:2           | 46            | 59            | 0,779         | -             | 6             |               |               |
| 8                          | Jürgen Diehle (Hochfeld 74)    | 0:2           | 48            | 65            | 0,738         | -             | 5             |               |               |
| Turnierdurchschnitt: 0,852 |                                |               |               |               |               |               |               |               |               |